# 森内章之
森内 章之（もりうち あきゆき、1968年5月4日 - ）は、元競輪選手。熊本県出身。日本競輪学校第64期卒業。現役時は日本競輪選手会熊本支部所属。

## 戦績
熊本県立熊本工業高等学校時代の1986年、緒方耕一、永野吉成らとともに第58回選抜高等学校野球大会に出場。
その後青木宏親（13期）に弟子入りして競輪選手を目指すことになり、日本競輪学校第64期生となる。同期には、後にいずれも特別競輪（現在のGI）優勝者となる、高木隆弘、有坂直樹、三宅伸らがいる。在校競走成績は13位（31勝）。
1989年8月5日、西武園競輪場でデビューし9着。しかし、その後、当時行われていた新人リーグ（デビュー後、1期4ヶ月間だけ、同期選手とばかり対戦するクラスのレース。当時の最下級ランクであるB級2班として扱われた。）では勝ち星がなく、初勝利は新人リーグが終了し、先輩期選手と対戦することになるA級格付となった同年12月5日の門司競輪場。
同期の初期の出世争いからはいささか取り残された格好となったが、1991年の全日本新人王戦（小倉競輪場）で決勝3着と健闘。そして、1993年の日本選手権競輪（立川競輪場）では、GI初出場ながらも決勝に進出（6着）。その後は2008年頃まで常時GI、GIIに出場し、1994年のふるさとダービー（小松島競輪場、6着）と、1998年の日本選手権競輪（西武園競輪場、5着）でも決勝に進出している。
また、高校の野球部の後輩である合志正臣（81期）の競輪入りを勧めたとされる（合志の師匠も森内と同じく青木）。
2013年12月19日の高知競輪場第7R・S級一般戦での8着を最後の競走として、同月26日選手登録消除。通算成績1821戦195勝。